# موتور لال محمد (بمپور)
موتور لال محمد روستایی در دهستان بمپور شرقی بخش مرکزی شهرستان بمپور استان سیستان و بلوچستان ایران است.

## جمعیت
بر پایه سرشماری عمومی نفوس و مسکن در سال ۱۳۹۵ جمعیت این روستا ۱۹۳ نفر (۴۱خانوار) بوده‌است.